# Eleição municipal de Maceió em 1996
A eleição municipal de Maceió em 1996 ocorreu em 3 de outubro do mesmo ano, para a eleição de um prefeito, um vice-prefeito e mais 21 vereadores. O prefeito era Ronaldo Lessa, do PSB, que terminaria seu mandato em 1 de janeiro de 1997. Kátia Born, do PSB, foi eleita prefeita de Maceió no segundo turno, superando a petista Heloísa Helena, governando a cidade pelo período de 1º de janeiro de 1997 a 31 de dezembro de 2000.

## Candidatos(as)
|  | Nº | Candidato(a) a prefeito | Candidato(a) a prefeito                                    | Candidato(a) a vice-prefeito | Candidato(a) a vice-prefeito                          | Coligação                                              |
|  | -- | ----------------------- | ---------------------------------------------------------- | ---------------------------- | ----------------------------------------------------- | ------------------------------------------------------ |
|  | 14 |                         | Albérico Cordeiro (PTB) Albérico Cordeiro da Silva         |                              | Dalton Braga (PTB) Dalton Braga Dória                 | Trabalhando Por Maceió: (PTB, PMDB, PSDB, PRONA e PSL) |
|  | 11 |                         | Antônio Holanda (PPB) Antônio Holanda Costa                |                              | Antônio Toledo (PTdoB) Antônio Marco Toledo           | De Mãos Dados Com o Povo: (PPB e PTdoB)                |
|  | 41 |                         | Armando Lobo (PSD) Armando Lobo Pereira Gomes              |                              | José Teixeira (PRN) José de Souza Teixeira            | Reconstruindo Maceió: (PSD e PRN)                      |
|  | 25 |                         | Denilma Bulhões (PFL) Denilma Vilar de Bulhões Barros      |                              | João Raimundo (PFL) João Raimundo Ramos da Silva      | Sem Coligação: (PFL)                                   |
|  | 44 |                         | Djalma Batista (PRP) José Djalma Batista de Almeida        |                              | Francis Dario (PV) Francis Dario Silva dos Santos     | Novo Tempo: (PV e PRP)                                 |
|  | 13 |                         | Heloísa Helena (PT) Heloísa Helena Lima de Moraes Carvalho |                              | Joaquim Brito (PT)                                    | PT PSTU: (PT e PSTU)                                   |
|  | 40 |                         | Kátia Born (PSB) Kátia Born Ribeiro                        |                              | Petrúcio Bandeira(PSB)                                | Maceió Não Pode Parar: (PSB, PST, PCdoB e PPS)         |
|  | 33 |                         | Pedro Vieira (PMN) Pedro Vieira da Silva                   |                              | Jefferson Araújo (PMN) Jefferson Lima de Araújo Filho | Maceió Somos Nós: (PMN, PL, PDT, PRTB e PSC)           |

## Resultado da eleição

### Prefeito
| 1º Turno 3 de outubro de 1996 | 1º Turno 3 de outubro de 1996 | 1º Turno 3 de outubro de 1996 | 1º Turno 3 de outubro de 1996 |
| Candidato(a)                  | Vice                          | Votação                       | Votação                       |
| Candidato(a)                  | Vice                          | Total                         | Porcentagem                   |
| ----------------------------- | ----------------------------- | ----------------------------- | ----------------------------- |
| Kátia Born (PSB)              | Petrúcio Bandeira (PSB)       | 70.271                        | 32,16%                        |
| Heloísa Helena (PT)           | Joaquim Brito (PT)            | 63.548                        | 29,08%                        |
| Albérico Cordeiro (PTB)       | Dalton Braga (PTB)            | 41.404                        | 18,95%                        |
| Pedro Vieira da Silva (PMN)   | Jefferson Araújo (PMN)        | 20.416                        | 9,34%                         |
| Denilma Bulhões (PFL)         | João Raimundo Ramos (PFL)     | 13.056                        | 5,97%                         |
| Antônio Holanda (PPB)         | Antônio Toledo (PTdoB)        | 3.884                         | 1,78%                         |
| Djalma Batista (PRP)          | Francis Dario (PV)            | 3.550                         | 1,63%                         |
| Armando Lobo (PSD)            | José Teixeira (PRN)           | 2.388                         | 1,09%                         |
| Total de votos válidos        | Total de votos válidos        | 218.517                       | 100,00%                       |
| Votos apurados                |                               |                               |                               |
| Votos válidos                 | Votos válidos                 | 218.517                       | 86,38%                        |
| Votos em branco               | Votos em branco               | 5.506                         | 2,18%                         |
| Votos nulos                   | Votos nulos                   | 28.946                        | 11,44%                        |
| Total de votos apurados       | Total de votos apurados       | 252.969                       | 100,00%                       |
| Eleitores                     |                               |                               |                               |
| Comparecimento                | Comparecimento                | 252.969                       | 82,58%                        |
| Abstenções                    | Abstenções                    | 53.374                        | 17,42%                        |
| Total de eleitores            | Total de eleitores            | 306.343                       | 100,00%                       |

| 2º Turno 15 de novembro de 1996 | 2º Turno 15 de novembro de 1996 | 2º Turno 15 de novembro de 1996 | 2º Turno 15 de novembro de 1996 |
| Candidato(a)                    | Vice                            | Votação                         | Votação                         |
| Candidato(a)                    | Vice                            | Total                           | Porcentagem                     |
| ------------------------------- | ------------------------------- | ------------------------------- | ------------------------------- |
| Kátia Born (PSB)                | Petrúcio Bandeira (PSB)         | 112.123                         | 50,99%                          |
| Heloísa Helena (PT)             | Joaquim Brito (PT)              | 107.776                         | 49,01%                          |
| Total de votos válidos          | Total de votos válidos          | 219.899                         | 100,00%                         |
| Votos apurados                  |                                 |                                 |                                 |
| Votos válidos                   | Votos válidos                   | 219.899                         | 90,79%                          |
| Votos em branco                 | Votos em branco                 | 3.152                           | 1,30%                           |
| Votos nulos                     | Votos nulos                     | 19.144                          | 7,91%                           |
| Total de votos apurados         | Total de votos apurados         | 242.195                         | 100,00%                         |
| Eleitores                       |                                 |                                 |                                 |
| Comparecimento                  | Comparecimento                  | 242.195                         | 79,06%                          |
| Abstenções                      | Abstenções                      | 64.148                          | 20,94%                          |
| Total de eleitores              | Total de eleitores              | 306.343                         | 100,00%                         |

### Vereadores eleitos
|  | Candidato                | Partido | Votos | %    |
|  | ------------------------ | ------- | ----- | ---- |
|  | Luiz Pedro da Silva      | PPB     | 7.631 | 3,46 |
|  | Jaudeni Coutinho         | PTdoB   | 6.265 | 2,84 |
|  | Rita Correia             | PTdoB   | 5.206 | 2,36 |
|  | Antônio Camelo           | PFL     | 3.724 | 1,69 |
|  | Givaldo Carimbão         | PV      | 3.665 | 1,66 |
|  | Aliomar Lins             | PT      | 3.399 | 1,54 |
|  | David Cabral Davino      | PSD     | 3.151 | 1,43 |
|  | Jorge Vi Lamenha Lins    | PSDB    | 3.103 | 1,41 |
|  | Dudu Hollanda            | PPB     | 2.995 | 1,36 |
|  | Dau Tenório              | PFL     | 2.906 | 1,32 |
|  | Pastor João Luiz         | PDT     | 2.874 | 1,30 |
|  | Maurício Quintella Lessa | PSB     | 2.751 | 1,25 |
|  | Arnaldo Fontan           | PSB     | 2.640 | 1,20 |
|  | Carlos Ronalsa           | PRP     | 2.572 | 1,17 |
|  | Paulão                   | PT      | 2.523 | 1,14 |
|  | Galba Novaes             | PSD     | 2.507 | 1,14 |
|  | Francisco Mello          | PMN     | 2.435 | 1,10 |
|  | Alberto Sextafeira       | PSDB    | 2.279 | 1,03 |
|  | Regis Cavalcante         | PPS     | 2.199 | 1,00 |
|  | Arthur Lira              | PSDB    | 2.194 | 0,99 |
|  | Lula Diniz               | PV      | 2.009 | 0,91 |